# Pantherophis obsoletus
Pantherophis obsoletus е вид змия от семейство Смокообразни (Colubridae).

## Разпространение
Видът е разпространен в Канада и САЩ.